# Rynek we Frankfurcie nad Odrą

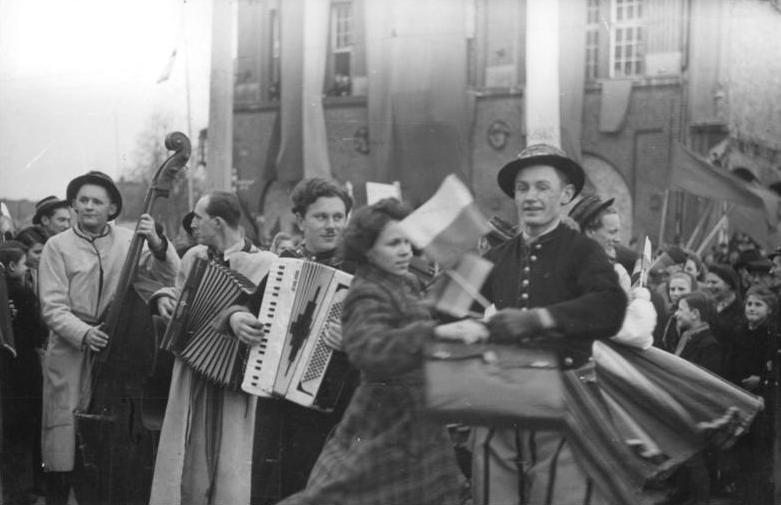
Polski zespół ludowy na rynku we Frankfurcie nad Odrą (1951).

Rynek we Frankfurcie nad Odrą (niem. Marktplatz Frankfurt (Oder)) - rynek, a zarazem główny plac miejski we Frankfurcie nad Odrą, w dzielnicy Stadtmitte, kilkaset metrów od dawnego przejścia granicznego z polskimi Słubicami.

## Opis
W okolicy rynku mieszczą się m.in.:
- zabytkowy ratusz, wzniesiony w północnoniemieckim stylu ceglanego gotyku:
  - siedziba władz miejskich,
  - Galerie Junge Kunst, przeniesiona do ratusza z Villi Trowitzsch w 2003,
  - restauracja Ratskeller (w piwnicach ratusza),
  - Oderhähne, teatr satyryczny i kabaret;
- biblioteka miejska;
- kino CineStar;
- i wiele innych.